# Łuk pełny

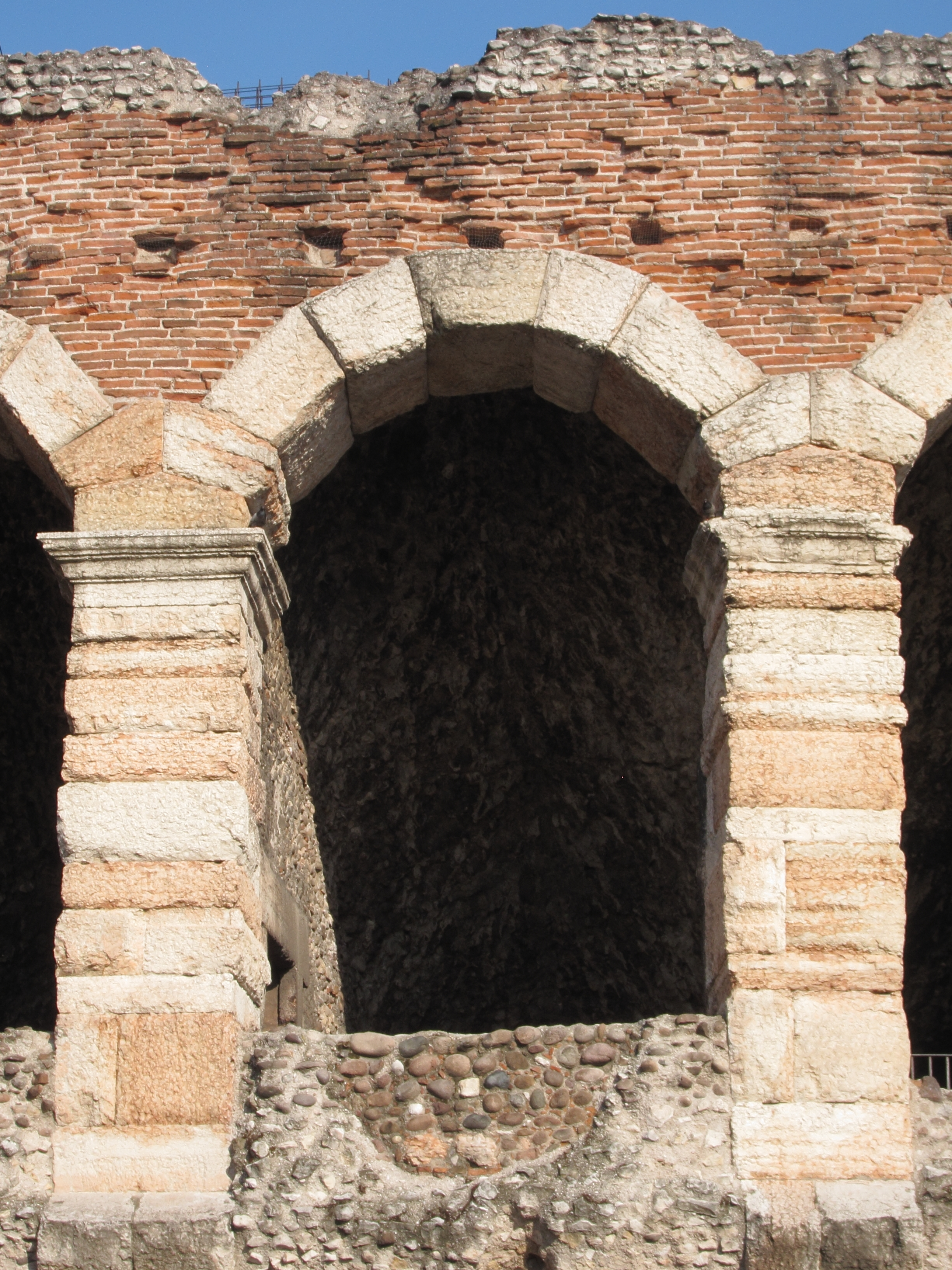
Łuk pełny – amfiteatr w Weronie

Łuk pełny, łuk półkolisty (łuk w kształcie półkola, którego strzałka jest połową rozpiętości łuku) – łuk sklepienny, element konstrukcyjny w kształcie łuku wsparty na obu końcach na filarach. Stosowany w architekturze jako sklepienia, do przykrywania wszelkiego typu otworów, w budownictwie jako przęsła mostów, wiaduktów itp. Jego zadaniem jest przeniesienie na podpory boczne ciężaru własnego i dźwiganego. Występuje w architekturze nowożytnej czasami w okresie baroku i rokoka.
Łuk pełny jest połową koła, składa się z dwóch ramion, które rozdziela kliniec szczytowy – zwornik. Dolna płaszczyzna każdego ramienia zakryta w głębi muru, nosi nazwę nasady, powierzchnie boczne są zwane czołami, powierzchnia górna – grzbietem, dolna podłuczem. Naroże między grzbietem a pionową ścianą nazywa się pachą. Odległość mierzona w poziomie pomiędzy punktami podparcia nazywa się rozpiętością łuku, a wysokość mierzona od linii łączącej podpory do najwyższego punktu na łuku nazywa się strzałką łuku.